# Villy-le-Moutier
Villy-le-Moutier is een gemeente in het Franse departement Côte-d'Or (regio Bourgogne-Franche-Comté) en telt 216 inwoners (1999). De plaats maakt deel uit van het arrondissement Beaune.

## Geografie
De oppervlakte van Villy-le-Moutier bedraagt 21,2 km², de bevolkingsdichtheid is 10,2 inwoners per km².
De onderstaande kaart toont de ligging van Villy-le-Moutier met de belangrijkste infrastructuur en aangrenzende gemeenten.

## Demografie
Onderstaande figuur toont het verloop van het inwonertal (bron: INSEE-tellingen).